# Tommy Ruskin
Tommy Ruskin (ur. 15 lipca 1942 w Kansas City, zm. 1 stycznia 2015) – amerykański perkusista jazzowy.

## Życiorys
W młodości uczęszczał do Southwest High School gdzie rozpoczął swoją karierę muzyczną i wkrótce został zawodowym perkusistą. W swojej karierze grywał m.in. z Pat Metheny, Clark Terry, Carl Fontana i Bill Watrous. W latach 1983–2006 współpracował z muzykiem Jay McShann. Przez wiele lat prowadził warsztaty muzyczne dla młodzieży w Kansas City.
Żonaty, miał jednego syna.